# Паула Ечеваррія
Паула Ечеваррія (7 серпня 1977, Карреньйо, Іспанія) — іспанська акторка кіно і телебачення.

## Вибіркова фільмографія
- Кармен (2003)
- Травнева кров (2008)